# Aszur-nirari III
Aszur-nirari III (akad. Aššur-nērārī, tłum. „bóg Aszur jest moją pomocą”) – król Asyrii, syn  Aszur-nadin-apli, bratanek Enlil-kudurri-usura; według Asyryjskiej listy królów panować miał przez 6 lat. Jego rządy datowane są na lata 1202-1197 p.n.e.